# Bob McDonnell
Robert Francis "Bob" McDonnell (Filadèlfia, Pennsilvània, 15 de juny de 1954) és un polític estatunidenc del  Partit Republicà. Des de gener de 2010 ocupa el càrrec de governador de Virgínia.